# Coup d'État de 1979 en Mauritanie
Le coup d'État de 1979 en Mauritanie est un coup d'État militaire survenu en Mauritanie le 6 avril 1979.

## Déroulement
Le coup d'État a été dirigé par le colonel Ahmed Ould Bouceif et le colonel Mohamed Khouna Ould Haidalla, qui ont pris le pouvoir du président, le colonel Moustapha Ould Mohamed Saleck et le Comité militaire pour le redressement national (CMRN) au pouvoir, composé de 20 membres, une junte militaire créée à la suite d'un coup d'État en 1978.
Le coup d'État a entraîné la destitution du CMRN et la formation du Comité militaire de salut national (CMSN) de 24 membres, une nouvelle junte initialement sous la présidence de Saleck en tant que figure de proue, jusqu'à sa démission le 3 juin. Il a été remplacé par le lieutenant-colonel Mohamed Mahmoud Ould Ahmed Louly. Bouceif a été nommé Premier ministre et a servi jusqu'à sa mort dans un accident d'avion au Sénégal le 27 mai. Il a été remplacé par Haidalla le 31 mai. 